# Providencia (Nariño)
Providencia è un comune della Colombia facente parte del dipartimento di Nariño.
L'abitato venne fondato da Fernando Arévalo de Yascual verso la metà del XVII secolo.